# 骨
骨（bone）也称硬骨，俗稱骨頭，是脊椎動物体内坚硬的结缔组织，也是作為脊椎動物內骨骼的堅硬器官，以骨细胞和细胞间质為主要成分。骨具有一定形态和结构，具有支持、保护作用；其外被骨膜，内含骨髓。骨作為器官，另含丰富的血管、淋巴管及神经，且具有修复、再生和改建能力。
另一術語骨骼（skeleton），對於脊椎動物而言，則是由許多塊骨頭組成而構成動物形體的骨架。
骨的功能是为身体提供抗衡重力和運動应力的结构构件、保護身體，及儲藏礦物質。骨組織是一種密實的矿化結締組織。骨由各種不同的形狀組成，有複雜的內在和外在結構，使骨頭在減輕重量的同時能夠保持堅硬。骨的成分之一是礦物質化的骨組織，其內部是堅硬的蜂巢狀立體結構。
人體的骨骼具有支撑身体的作用，其中的硬骨組織和軟骨組織皆是人體結締組織的一部分（而硬骨是結締組織中唯一細胞間質較為堅硬的）。成人大多有206塊骨頭，新生儿有大約300塊。由於諸如頭骨會隨年紀增長而融合，因此成人骨骼個數少一兩塊或多一兩塊都是正常的。而十之六七的中国人会有26块趾骨，也会有28块、24块、22块的，也就是说大多数中国人会有204块骨头，其中第五趾有2节趾骨的居多，趾骨融合通常是先天的。另外，成人有28~32個牙恆齒，多的一般稱為智齒，小孩乳齒20顆。
骨与骨之間的間隙一般稱之為關節，除了少部分的不動關節可能以軟骨連接之外，大部分是以韌带连接起來的。關節可分成不動關節、可動關節以及難以被歸類的中間型可稱為少動關節。光有骨骼是不具有讓身體運動的作用的，一般俗稱的“運動系統”（這種分類稱呼其實是不嚴謹的，因為通常骨骼已經可以被稱做骨骼系統，包含軟骨、硬骨以及連結骨與骨的韌帶，甚至包含關節部分（關節液，因為關節是位置不是細胞更不是組織）。所謂的運動系統，應該是被譯作「超系統」的super system之一，人體一般分為六種 super system）還包含了肌肉（骨骼肌）系統。骨骼肌是橫紋肌，可隨意志伸縮，一般一種「動作」是由一對肌肉對兩塊骨頭（一個關節）作拮抗，而肌肉末端以肌腱和經過關節的下一個骨頭連接。其實韌帶和肌腱也是結締組織，所以運動（超）系統中只有肌肉組織跟結締組織，頂多再包含骨髓內的神經及控制肌肉的運動神經屬於神經組織。

## 結構

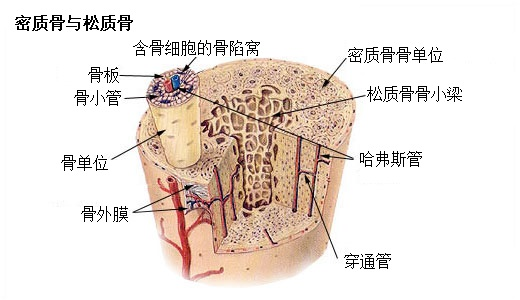
一塊骨頭的橫截面，可區分出密質骨與鬆質骨

骨质（osseous substance）是骨组织的基本成分，含骨细胞及骨基质（bone matrix）。骨基质其实就是骨组织中钙化的细胞外基质，含有机成分和无机成分。骨膜是覆盖在骨表面的结缔组织膜，里面有丰富的血管和神经，提供骨质营养。以長骨為例，长骨的两端是呈窝状的鬆質骨，中部的是致密坚硬的皮質骨，骨中央是骨髓腔，骨髓腔及鬆質骨的缝隙里容着的是骨髓。

### 皮質
密質骨（compact bone）又稱皮質骨（cortical bone），是形成骨骼的兩種骨組織之一。皮質骨提供骨骼的一些主要功能，例如支撐身體、保護器官以及釋放以鈣為主的化學成份。皮質骨形成了大多數骨頭的皮質，同時也比鬆質骨更為緊密堅硬。人體骨骼有80%重量是皮質骨。

### 骨小樑

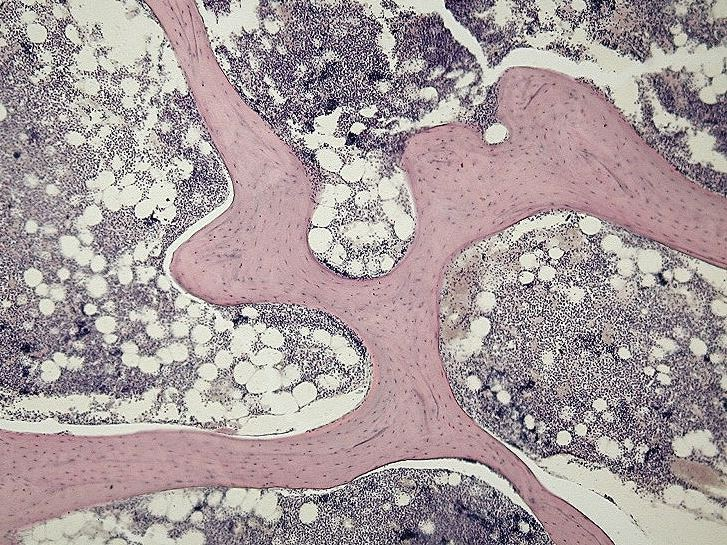
鬆質骨的顯微照片，其中骨小梁為粉色，骨髓組織為藍色

鬆質骨（cancellous bone）相對於密質骨，亦稱海綿質骨（spongy bone），其基本單元是骨小梁（trabecule）。相較密質骨來說，鬆質骨的密度更小因而表面積更大。因此更加柔軟、靈活，也更適於新陳代謝活動（例如鈣離子的交換）。鬆質骨常見於長骨的末端、接近關節處以及脊椎中。鬆質骨中有密集的血管，經常含有紅色骨髓。
十七世紀瓦倫西亞的畫家克里索斯托莫·馬丁內斯首次準確地在雕刻中顯示出了鬆質骨。

### 骨髓
嬰幼兒的骨髓腔内的骨髓是红色的（即紅骨髓），有造血功能，随着年龄的增长，逐渐失去造血功能，例如肋骨這些扁骨內的骨髓最後都會因為脂肪及纖維結締組織等結締組織堆積而形成黃骨髓並且失去造血功能。但长骨两端和扁骨的鬆質骨内，终生保持着具有造血功能的红骨髓。

### 細胞
成骨细胞和破骨细胞這兩種硬骨細胞會不斷的在反覆進行建造和破壞骨骼的工作。如果形成的比例較高，比如人類的嬰兒和青少年兩大成長期，骨頭便有可能延長、變粗、變致密；相對的侵蝕的速率較快的話，可能降低身高（老倒縮）或是形成骨質疏鬆。

### 显微细节
有研究指出骨组织是一种具有7级复杂等级结构的不均质材料，主要由羟基磷灰石、I型胶原蛋白和水组成。因此具有很好的硬度和强度，其物质组成和结构决定了生物力学性质，其中骨组织矿物含量决定其硬度。
骨组织矿物质又称骨盐，主要成分是磷酸钙、碳酸钙、柠檬酸钙及磷酸氢二钠等。它们以结晶的羟基磷灰石和无定形的胶体磷酸钙的形式分布在骨基质中。羟基磷灰石结晶呈片状，每一个结构块约40nm×20nm×5nm大小，分子式为{\textstyle {\ce {Ca10(PO4)6(OH)2}}}。
钙、磷晶体呈小柱状排列，环绕着哈佛氏系统（Haversiansystem）排列，通常认为骨的坚硬程度取决于骨基质中羟基磷灰石晶体排列。
在骨有机质中主要成分是骨胶原纤维，其占有机细胞间质的90％。骨胶原纤维的直径约为50nm，组成骨的I型胶原分子平行排列连接形成胶原微纤维，胶原微纤维的直径约为100nm，微纤维之间轴向连接，并具约30nm的空隙。
钙、磷晶体嵌插在这些空隙中形成矿化胶原纤维；矿化胶原有序平行排列集结成束，矿化胶原束组合有平行排列、纤维交织结构、夹合板结构、纤维放射状排列4种形式，其中平行排列是最常见的排列模式，胶原纤维在板层骨内环绕血管问隙呈同心圆排列，在骨松质内与骨小粱呈纵轴平行排列。同时也有许多胶原纤维穿过板间区以增加骨对机械应力的抵抗。
- 编织骨（woven bone）又称纤维骨（fibrous bone）是骨质内具有无规则排列且未机化的胶原纤维以及陷窝结构的骨组织，主要见于初形成的骨组织[21]。
- 板层骨（lamellar bone）是骨质内具有由多层骨板形成的骨组织，主要见于成体骨组织，骨密质和骨松质中都具有此板层样骨质结构[22]。

## 形態
人類的骨頭依照型態可以分為以下五種：長骨、短骨、扁平骨、不規則骨和種子骨。
長骨
其長度遠大於寬度，分為一個骨幹和兩個骨骺，骨骺與其他骨骼形成關節。長骨的大部分由緻密骨組成，中間的骨髓腔有許多海綿骨和骨髓。大部分的四肢骨都是長骨（包括指骨與趾骨）。長骨的分類取決於形狀而不是大小。
短骨
呈立方狀，緻密骨的部分比較薄，中間是海綿骨。短骨和種子骨構成腕關節和踝關節，一些例外包括膝蓋骨（髕骨）、腕骨、跗骨和構成腕關節和踝關節的骨骼。
扁平骨
薄而彎曲，由平行的兩面緻密骨夾著中間一層海綿骨。頭骨和胸骨是扁平骨。
不規則骨
顧名思義是形狀複雜的骨骼，不適用上面三種分類，由一層薄的緻密骨包著海綿骨。脊椎骨和髖骨是不規則骨。
種子骨
包在肌腱裡的骨頭，功能是使肌腱遠離關節，並增加肌腱彎曲的角度以提高肌肉的收縮力，例如髕骨和豌豆骨。

## 骨的化學成分
骨是由有機物和無機物組成的，有機物主要是蛋白質，使骨具有一定的韌度，而無機物主要是鈣質和磷質使骨具有一定的硬度。人體的骨就是這樣由若干比例的有機物以及無機物組成，所以人骨既有韌度又有硬度，只是所佔的比例有所不同；人在不同年齡，骨的有機物與無機物的比例也不同，以兒童及少年的骨為例，有機物的含量比無機物為多，因此兒童及青少年的骨，柔韌度及可塑性比較高，而老年人的骨，無機物的含量比有機物為多，故此他們的骨，硬度比較高，所以容易折斷。

## 功能
- 保護功能：骨能保護人體內部的各個器官。例如:顱骨保護腦；肋骨保護胸腔。
- 支撐功能：骨給人體組織及器官提供了支架，為人體塑形。
- 造血功能：骨髓在長骨的骨髓腔和海綿骨的空隙，透過造血作用製造血球。
- 貯存功能：骨貯存身體重要的礦物質，尤其是鈣和磷。
- 運動功能：骨為肌肉提供了強健而靈活的支架和附著處；關節則賦予了人體靈活性。

大部分的骨或多或少可以執行上述的所有功能，但是有些骨只負責其中幾項。

## 资料来源
1. ↑  Rowen D. Frandson, W. Lee Wilke, Anna Dee Fails.  7. John Wiley & Sons. 2013: 232. ISBN 9781118686010.
2. ↑  Thomas P. Colville, Joanna M. Bassert.  4. Elsevier Health Sciences. 2023: 83. ISBN 9780323826365.
3. ↑  Klaus-Dieter Budras. . Schlütersche. 2003: 34. ISBN 9783899930009.
4. ↑  . 樂詞網. 國家教育研究院 （中文（臺灣））.
5. ↑  . 术语在线. 全国科学技术名词审定委员会. （简体中文）
6. ↑  . 樂詞網. 國家教育研究院 （中文（臺灣））.
7. ↑  . National Institute of Arthritis and Musculoskeletal and Skin Diseases.
8. ↑  刘庆芬, 侯黎莉. . 上海交通大学出版社. 2020: 209. ISBN 9787313235848.
9. ↑  . 教育百科.
10. ↑  . 漢典.
11. ↑  . Healthline. 2019-06-26  [2021-07-19]. （原始内容存档于2022-02-28） （英语）.
12. ↑  Steele, D. Gentry; Claud A. Bramblett. . Texas A&M University Press. 1988: 4. ISBN 0-89096-300-2.
13. ↑  . New York: Marshall Cavendish. 2010: 129. ISBN 9780761478829.
14. ↑  张荣海; 刘龙. . 中外医用放射技术. 无. 1993, (7): 11–13.
15. ↑  吴惠城; 张岳西. . 解剖学通报. 无. 1984, (1): 73–75  [2023-02-02]. ISSN 1001-1633. （原始内容存档于2023-02-02）.
16. ↑  沈怀亮. . 广东解剖学通报. 无. 1988, (1): 46. ISSN 1671-0770.
17. ↑  王之一; 顾树华; 陈小玲. . 解剖学杂志. 无. 1992, (2): 142. ISSN 1001-1633.
18. ↑  Gomez, Santiago. . Endocrine. Feb  2002, 17 (1): 3–4. ISSN 1355-008X. PMID 12014701. doi:10.1385/ENDO:17:1:03.
19. 1 2  Weiner, Steve; Traub, Wolfie; Wagner, H.Daniel. . Journal of Structural Biology. 1999-06, 126 (3): 241–255. ISSN 1047-8477. doi:10.1006/jsbi.1999.4107.
20. ↑  胡祖圣. . 河北医科大学学报. 2016, 37 (1): 102-103. ISSN 1007-3205. doi:10.3969/j.issn.2016.01.032.
21. ↑  . 术语在线. 全国科学技术名词审定委员会. （简体中文）
22. ↑  . 术语在线. 全国科学技术名词审定委员会. （简体中文）